# ناوشکن کلاس مندوزا
دیسترویر کلاس مندوزا (به انگلیسی: Mendoza-class destroyer) یک کلاس از کشتی است که طول آن 102.11 m می‌باشد.